# Communauté d'agglomération du Val d'Yerres
La communauté d’agglomération du Val d'Yerres (CAVY) est une ancienne structure intercommunale française située dans le département de l'Essonne et la région Île-de-France. 
Elle fusionne avec la communauté d'agglomération Sénart Val de Seine pour former la communauté d'agglomération Val d'Yerres Val de Seine (VYVS) le 1er janvier 2016.

## Histoire
La communauté d’agglomération du Val d’Yerres a été créée par arrêté préfectoral du 22 mars 2002,. 
En 2010, l'intercommunalité adhéra au syndicat mixte Paris Métropole.
Dans le cadre de la mise en œuvre de la loi MAPAM du 27 janvier 2014, qui prévoit la généralisation de l'intercommunalité à l'ensemble des communes et la création d'intercommunalités de taille importante, le préfet de la région d'Île-de-France approuve le 4 mars 2015 un schéma régional de coopération intercommunale qui prévoit notamment la « fusion de la communauté d'agglomération Sénart Val de Seine, de la communauté d'agglomération du Val d'Yerres et extension du nouveau regroupement à la commune de Varennes-Jarcy », jusqu'alors membre de la Communauté de communes du Plateau Briard. Celle-ci, après une consultation de ses habitants qui s'est tenue en avril 2015, intègre néanmoins la communauté de communes de l'Orée de la Brie le 1er janvier 2016, de manière à ne pas être concernée par la Métropole du Grand Paris,.
Les communes de Sénart Val de Seine s'opposent à la création, et le maire de Draveil, Georges Tron, organise un référendum dans sa ville, qui aboutit à un rejet de la fusion par 98,3 %, mais avec une participation limitée à 23 % des électeurs,.
La création de la nouvelle communauté d'agglomération est néanmoins créée par arrêté préfectoral du 14 décembre 2015 « portant création d’un établissement public de coopération intercommunale issu de la fusion des communautés d’agglomération Sénart Val de Seine et Val d’Yerres ».

## Territoire communautaire

### Géographie
La communauté d’agglomération du Val d’Yerres était située à l’extrême nord-est du département de l’Essonne, à une altitude variant entre trente mètres à Crosne et cent seize mètres à Yerres.
| Type d'occupation           | Pourcentage | Superficie (en hectares) |
| --------------------------- | ----------- | ------------------------ |
| Espace urbain construit     | 50,7 %      | 1 560,93                 |
| Espace urbain non construit | 11,3 %      | 348,19                   |
| Espace rural                | 38,1 %      | 1 172,67                 |
| Source : Iaurif-MOS 2008    |             |                          |

### Composition
La communauté d’agglomération du Val d’Yerres regroupait six communes :
| Nom                  | Code Insee | Gentilé    | Superficie (km2) | Population (dernière pop. légale) | Densité (hab./km2) |
| -------------------- | ---------- | ---------- | ---------------- | --------------------------------- | ------------------ |
| Brunoy (siège)       | 91114      | Brénadiens | 6,62             | 26 104 (2014)                     | 3 943              |
| Boussy-Saint-Antoine | 91097      | Buxaciens  | 2,90             | 6 928 (2014)                      | 2 389              |
| Crosne               | 91191      | Crosnois   | 2,48             | 9 048 (2014)                      | 3 648              |
| Épinay-sous-Sénart   | 91215      | Spinoliens | 3,58             | 12 526 (2014)                     | 3 499              |
| Quincy-sous-Sénart   | 91514      | Quincéens  | 5,20             | 8 606 (2014)                      | 1 655              |
| Yerres               | 91691      | Yerrois    | 9,84             | 28 934 (2014)                     | 2 940              |

### Démographie
| 1999   | 2006   | 2010   | 2012   |
| ------ | ------ | ------ | ------ |
| 85 801 | 90 875 | 90 081 | 90 886 |

### Pyramide des âges
| Hommes | Classe d’âge | Femmes |
| ------ | ------------ | ------ |
| 0,3    | 90 ans ou +  | 1,1    |
| 5,0    | 75 à 89 ans  | 7,5    |
| 12,4   | 60 à 74 ans  | 12,7   |
| 20,0   | 45 à 59 ans  | 19,8   |
| 21,6   | 30 à 44 ans  | 21,4   |
| 19,0   | 15 à 29 ans  | 18,1   |
| 21,7   | 0 à 14 ans   | 19,3   |

| Hommes | Classe d’âge | Femmes |
| ------ | ------------ | ------ |
| 0,3    | 90 ans ou +  | 0,8    |
| 4,4    | 75 à 89 ans  | 6,7    |
| 11,3   | 60 à 74 ans  | 11,9   |
| 19,9   | 45 à 59 ans  | 20,0   |
| 21,9   | 30 à 44 ans  | 21,4   |
| 20,6   | 15 à 29 ans  | 19,2   |
| 21,7   | 0 à 14 ans   | 20,0   |

## Fonctionnement

### Siège
La communauté d'agglomération avait son siège statutaire à Brunoy, rue des Ombrages.

### Élus
La Communauté d'agglomération était administrée par son conseil communautaire constitué, pour le mandat 2014-2015, de 49 conseillers communautaires. Ceux-ci sont également des conseillers municipaux représentant chacune des communes membres, à raison de : 
- Boussy : 4
- Brunoy : 13
- Crosne : 5
- Épinay-sous-Sénart : 7
- Quincy : 5
- Yerres : 15[15].

Le conseil communautaire du 8 avril 2014 a réélu son président, Nicolas Dupont-Aignan, député-maire de Yerres et ses onze vice-présidents.
Ensemble, ils formaient le bureau de l'intercommunalité pour le mandat 2014-2015,.

### Liste des présidents
| Période      | Période          | Identité               | Étiquette | Qualité |
| ------------ | ---------------- | ---------------------- | --------- | --- |
| 22 mars 2002 | 31 décembre 2015 | Nicolas Dupont-Aignan, | DLR       | Administrateur civil Président de Debout la France (2003 → ) Député de l'Essonne (1997 → ) Maire de Yerres (1995 → ) Président de la CA Val d'Yerres Val de Seine (2016 → ) |

### Compétences
La communauté d’agglomération du Val d’Yerres exerçait les compétences qui lui étaient transférées par les communes membres, conformément aux dispositions du code général des collectivités territoriales. Il s'agissait du développement économique, de l’aménagement du territoire, de l’équilibre social de l’habitat et de la politique de la ville, ainsi que de la protection de l’environnement, la collecte et tri des ordures ménagères, la distribution de l’eau potable et le traitement des eaux usées ainsi que de la gestion des équipements culturels et sportifs.

### Régime fiscal et budget
La communauté d'agglomération était financée par la fiscalité professionnelle unique (FPU), qui a succédé a la Taxe professionnelle unique (TPU), et qui assure une péréquation fiscale entre les communes regroupant de nombreuses entreprises et les communes résidentielles.
La communauté d’agglomération du Val d’Yerres disposait en 2008 d’un budget de 15 017 751 euros.
| Postes                                             | 2007         | 2008         | 2009         | 2010         | 2011         |
| -------------------------------------------------- | ------------ | ------------ | ------------ | ------------ | ------------ |
| Produits de fonctionnement                         | 22 096 000 € | 25 670 000 € | 30 090 000 € | 30 422 000 € | 31 722 000 € |
| Charges de fonctionnement                          | 21 395 000 € | 23 886 000 € | 26 529 000 € | 29 592 000 € | 30 858 000 € |
| Ressources d’investissement                        | 22 619 000 € | 16 644 000 € | 17 185 000 € | 14 596 000 € | 33 510 000 € |
| Emplois d’investissement                           | 24 567 000 € | 14 569 000 € | 15 703 000 € | 17 350 000 € | 28 246 000 € |
| Dette                                              | 15 372 000 € | 24 243 000 € | 30 984 000 € | 37 108 000 € | 56 324 000 € |
| Source : Ministère de l’Économie et des Finances,. |              |              |              |              |              |

### Identité visuelle
| Logotype de la communauté d’agglomération du Val d’Yerres | La communauté d’agglomération du Val d’Yerres s’est dotée d’un logotype. |